# Alexander Tower
Der Alexander Tower (in der Projektbeschreibung nur Alexander mit Untertitel Berlin’s Capital Tower) ist ein 2019 begonnenes Bauprojekt für ein Wohnhochhaus mit 35 Stockwerken und 150 Metern Höhe in unmittelbarer Nähe des Berliner Alexanderplatzes, neben dem Einkaufszentrum Alexa. Seit Dezember 2022 ruhen die Bauarbeiten und der Investor sucht nach einem Käufer für die Fertigstellung des bis zum Erdgeschoss errichteten Baus.

## Planung und Bau
Projektentwickler ist die russische Unternehmensgruppe MonArch, gegründet und geleitet von Sergej Ambartsumyan. Der Entwurf des Wohnturms stammt von dem Berliner Architekturbüro Ortner & Ortner.
Im März 2018 erteilte das Bezirksamt Berlin-Mitte die Baugenehmigung. Ein geplanter Dachgarten wurde aufgrund der Höhe nicht genehmigt. Der erste Spatenstich wurde am 27. November 2019 um 11 Uhr gesetzt. Mit 150 Metern Höhe sollte der Alexander Tower bei seiner Fertigstellung das höchste Wohnhochhaus Berlins und eines der höchsten Deutschlands werden.
Im Juli 2022 drohte der Berliner Finanzsenator Daniel Wesener dem Projektentwickler wegen der erheblichen Bauverzögerungen mit Sanktionen. Anfang Dezember 2022 wurden die Kellergeschosse mit Planen abgedeckt und die Bauarbeiten eingestellt.
Ein Rückkauf des Areals durch die Stadt Berlin wurde vorgeschlagen, aber bisher nicht vorangetrieben.

## Nutzung
Bei seiner Fertigstellung sollen 29 der 35 Etagen mit rund 42.000 Quadratmetern Platz für 377 Wohnungen bieten. Die unteren drei Stockwerke des Hochhauses sollen als Einzelhandelsflächen zur Verfügung stehen. Laut Bewocon sollen bereits rund 500 Kaufanfragen eingegangen sein.

## Galerie (Baufortschritt)

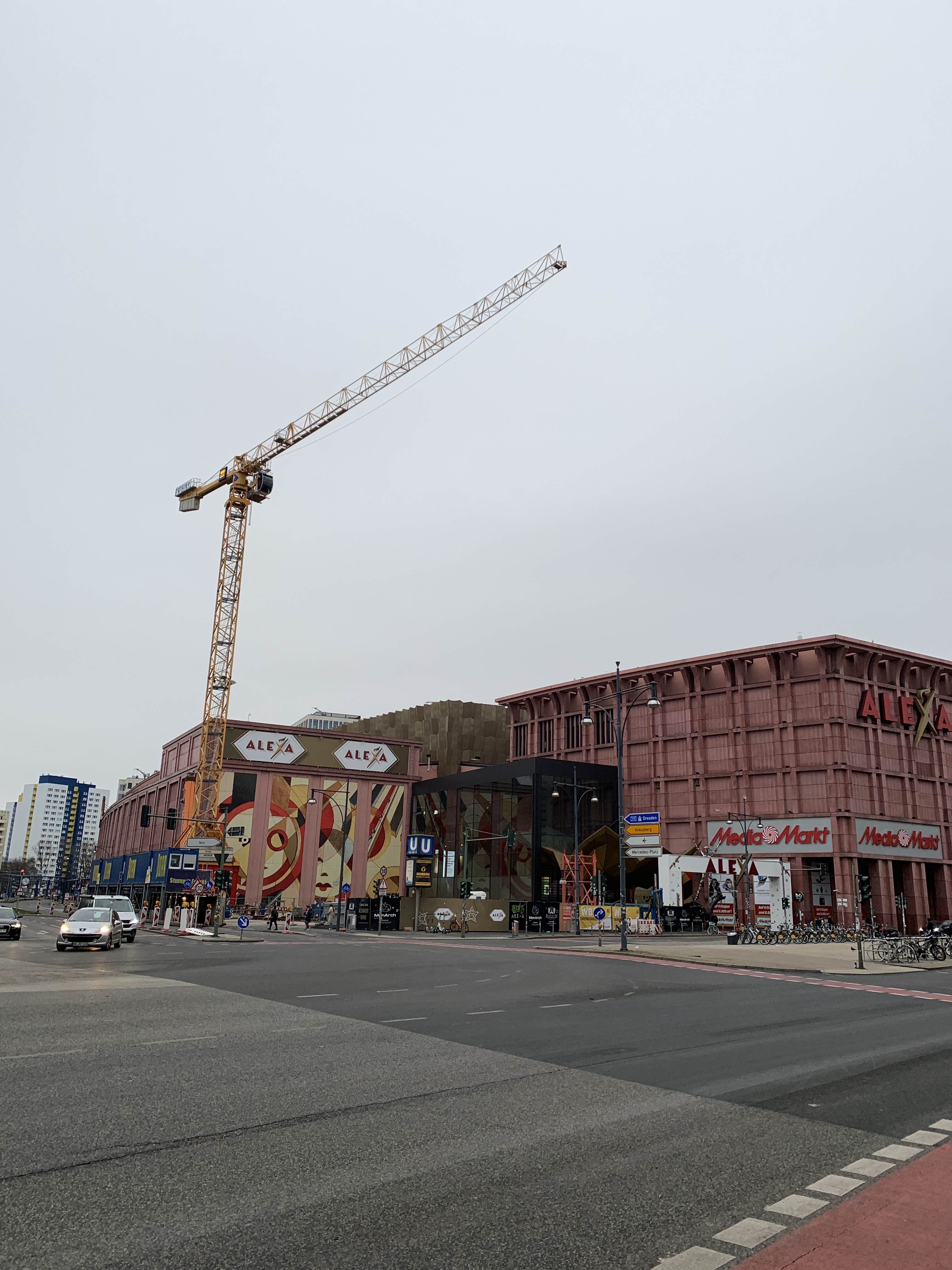
Baustelle (Januar 2022)